# Ulrike Mayer-Spohn
Ulrike Mayer-Spohn (* 23. Juli 1980 in Stuttgart) ist eine Schweizer Komponistin und Blockflötistin.

## Leben
Mayer-Spohn studierte Blockflöte bei Dorothea Winter in Den Haag und Komposition und Neue Musik bei Erik Oña und Mike Svoboda in Basel. Parallel studierte sie neue und historische Streichinstrumente (Fidel, moderne und barocke Geige und Bratsche) sowie historische Tasteninstrumente (Cembalo und Orgel) in Stuttgart, Karlsruhe und an der Schola Cantorum Basiliensis. 2013–14 wurde ihr Forschungsprojekt Recorder Map am Elektronischen Studio Basel und der Abteilung Forschung und Entwicklung der FHNW Basel von der Maja-Sacher-Stiftung gefördert und an der International Computer Music Conference 2016 in Utrecht sowie an der Web Audio Conference 2016 in Atlanta vorgestellt.
Mit Javier Hagen bildet sie das Ensemble UMS ’n JIP, mit welchem sie über 300 Werke uraufgeführt hat und in der Schweiz (Tonhalle Zürich, Theaterhaus Gessnerallee, Festival Archipel Genève, Forum Wallis, Schweizer Tonkünstlerfest), in Deutschland (Schloss Solitude, Weimarer Frühjahrstage für zeitgenössische Musik), in Frankreich (Avignon Festival, Théâtre Dunois Paris), Italien (Biennale Musica Venezia), Spanien (ME_MMIX Palma, Gran Teatre del Liceu Barcelona), Griechenland (Onassis Center Athen), Russland (Alexandrinsky Theater St. Petersburg), Argentinien (CETC Teatro Colón Buenos Aires), China (Shanghai New Music Week, China-ASEAN New Music Days Nanning, Beijing Modern Music Days), Mexiko (Palacio de Bellas Artes, MUAC, Foro Internacional de Musica Nueva Manuel Enriquez FIMNME) und Ägypten (Cairo Contemporary Music Days) aufgetreten ist. Zusammenarbeit mit Komponisten wie Guo Wenjing, Stefano Gervasoni, Du Yun, Luis Codera Puzo, Shintaro Imai, Kotoka Suzuki, Motoharu Kawashima, Ermir Bejo, Panayiotis Kokoras, Mehmet Ali Uzunselvi, Reuben de Lautour, Mathias Steinauer, Christophe Schiess, Max E. Keller, Maria Porten, Boris Yoffe, Keitaro Takahashi. Mit ihrem Ensemble ist Ulrike Mayer-Spohn ist auch auf mehreren Tonträgern der Labels col legno und VDE-Gallo zu hören und wirkt als Gastdozentin an Musikuniversitäten wie Kunitachi College of Music Tokyo, Columbia University New York, New York University, Arizona State University, University of North Texas, ITÜ MIAM Istanbul, am Moskauer Konservatorium, an der Aristoteles-Universität Thessaloniki, Hong Kong Academy for Performing Arts HKAPA, Goldsmiths, University of London, Hanyang-Universität Seoul, CREAMA Seoul.
Ihre eigenen Kompositionen, vorwiegend Ensemblewerke, wurden von den Ensembles l'Arsenale, Klangforum Wien, Neue Vocalsolisten Stuttgart, UMS ’n JIP, Uroboros Ensemble, zafraan Berlin, CeproMusic Ensamble Mexico, Ensemble Proton Bern, dissonArt Ensemble, Taller Sonoro, Ensemble Nuove Musiche, Arte Quartett, Ensemble Via Nova, Ensemble Phoenix unter der Leitung von Beat Furrer, Tsung Yeh, Mark Foster, José Luis Castillo, Fabián Panisello, Jürg Henneberger und Filippo Perocco gespielt.
Ferner wirkt Ulrike Mayer-Spohn seit 2017 im Vorstand der IGNM-VS und seit 2020 im Board of Directors von ScoreFollower.

## Kompositionspreise (Auswahl)
- 2010, Culturescapes, 2. Preis
- 2011, Musikfestival Bern, 2. Preis
- 2016, London Ear Festival, 1. Preis
- 2017, Weimarer Frühjahrstage für zeitgenössische Musik, 1. Preis
- 2017, Walter Ferrato Composition Competition Savona, 1. Preis

## Kompositionen (Auswahl)
- fKFW (2020), Uraufführung am Festival Forum Wallis mit dem Klangforum Wien, 12. August 2020
- JvE-4L (2019), Uraufführung am Palacio de Bellas Artes in Mexiko-Stadt mit UMS ’n JIP, 15. März 2019
- fEWI (2018), Uraufführung im Gare du Nord Basel mit dem Arte Quartett, 29. November 2018
- fCWF (2017), 1. Preis beim Walter Ferrato-Kompositionswettbewerb in Savona
- GM-Is (2017), Auftragswerk des Musikpodiums der Stadt Zürich
- fWSF-17 (2016), 1. Preis beim Kompositionswettbewerb der Weimarer Frühjahrstage für zeitgenössische Musik
- fLEC-UE (2015), 1. Preis beim Kompositionswettbewerb des London Ear Festivals
- F/V-TzzG (2014), Uraufführung mit dem Ensemble Phoenix Basel, 31. März 2014
- fL’a&NVs (2011), Uraufführung mit den Stuttgarter Vocalsolisten und dem Ensemble l’Arsenale in Treviso, 11. November 2011
- SJ-LaC-Etf (2010), 2. Preis beim Culturescapes-Kompositionswettbewerb in Boswil

(Quelle:)